# Liste des épisodes d'Il était une fois... les Découvreurs
Liste des épisodes de Il était une fois... les Découvreurs avec leurs résumés.

## Résumés

### Nos ancêtres les Chinois
- Numéro(s) : 1 (5.1)
- Scénariste(s) :
- Réalisateur(s) :
- Diffusion(s) : 
  -  France : 1994
- Résumé : Maestro raconte à Pierrot, Psi, Petit Gros, Pierrette, Teigneux et Nabot, l'histoire des hommes géniaux, grands découvreurs et inventeurs, qui ont façonné notre monde actuel. Il commence par les Chinois, qui inventèrent de nombreuses choses bien avant le reste du monde.
- Anecdotes : les principales inventions citées dans cet épisode : en −600 les techniques agricoles, en 300 l'étrier, en 559 le premier homme volant Yuan Huangtou, les ponts suspendus, en −2 000 le parachute, en −140 le papier, en 868 le premier livre papier le Sūtra du Diamant, en 1041 Bi Sheng invente l'imprimerie, en 690 les fusées

### Archimèdeet les Grecs
- Numéro(s) : 2 (5.2)
- Scénariste(s) :
- Réalisateur(s) :
- Diffusion(s) : 
  -  France : 1994
- Résumé : Il y a 2 500 ans, la Grèce connait un rayonnement culturel qui marquera profondément l'humanité. Outre les grands philosophes, d'autres savants ont, grâce à leurs intuitions et aux mathématiques, découvert de nombreuses choses. Au IIIe siècle av. J.-C., Archimède rentre dans sa vie natale de Syracuse, où le roi Hiéron fait appel à son savoir.
- Anecdotes : les principales découvertes et inventions citées dans cet épisode : en -410 l'atome par Démocrite, en -250 la circonférence de la Terre par Ératosthène, Archimède: le calcul de la masse volumique, la vis sans fin, des applications aux leviers, un traité sur la quadrature du cercle, des machines de guerre

### Héron d'Alexandrie
- Numéro(s) : 3 (5.3)
- Scénariste(s) :
- Réalisateur(s) :
- Diffusion(s) : 
  -  France : 1994
- Résumé : En -331 Alexandre le Grand fonde la ville d'Alexandrie. Celle-ci va devenir le pôle de la culture grecque dans les siècles suivants. Pour attirer de nombreux savants dans sa ville, le roi Ptolémée Ier charge Démétrios de faire de sa bibliothèque, la plus grande du monde. La ville accueille également de nombreux inventeurs. Quelques siècles plus tard, en 115, Héron, un ingénieur, et son ami Claude Ptolémée, un astronome, vivent à Alexandrie, alors sous domination romaine.
- Anecdotes : les principales inventions citées dans cet épisode : Ctésibios invente le piston et l'horloge à eau, Ptolémée le planisphère, Héron la machine à vapeur, les engrenages, le clavier ancêtre du piano

### Les mesures du temps
- Numéro(s) : 4 (5.4)
- Scénariste(s) :
- Réalisateur(s) :
- Diffusion(s) : 
  -  France : 1994
- Résumé : Depuis la préhistoire, l'homme a essayé de découper le temps. Les babyloniens inventèrent la semaine, puis les civilisations suivantes ont créé des horloges de plus en plus perfectionnées.
- Anecdotes : les principales inventions citées dans cet épisode : en -1 500 en Égypte la clepsydre pour les heures de la nuit, en 800 le sablier géant de Charlemagne, en 870 l'horloge à bougie d'Alfred le Grand, en 1092 l'horloge de Su Song, en 960 l'horloge mécanique du Père Gerbert, en 1344 le cadran horaire de Jacopo Dondi

### Henri le navigateur(et la cartographie)
- Numéro(s) : 5 (5.5)
- Scénariste(s) :
- Réalisateur(s) :
- Diffusion(s) : 
  -  France : 1994
- Résumé : En 1414, le prince Henri du Portugal entreprend la conquête de Ceuta, où il découvre que les marchands arabes commercent avec les indigènes du fleuve Sénégal. Il fait construire un centre de recherche à Sagres et, secondé par Gil Eanes et Jehuda Cresques, il revisite les cartes de Ptolémée et lance des expéditions chargées d'explorer l'Afrique et de franchir le Cap Bojador.
- Anecdotes : les inventions citées dans cet épisode : la caravelle, le boussole de marine ; on aperçoit Henri donner l'ordre à Zarco Gonçalves de partir vers l'ouest, où il découvrira Madère
- Grossière erreur pédagogique dans cet épisode, le contournement de l'Afrique en bateau fait croire que la terre change de bord "on a réussi, la terre est à gauche..." alors qu'il aurait fallu exprimer la terre est à l'Est (et plus à l'Ouest comme au départ) et non à gauche, ce qui ne veut rien dire sur un bateau et en plus la terre n'a jamais changé de côté visuellement pour les marins contrairement à ce que cela laisse croire la phrase "non regardez de l'autre côté" vu que durant toute leur voyage aller, la terre est restée à bâbord, qu'elle soit à l'Ouest, au Nord ou à l'Est sur une boussole!  C'est hélas un gros loupé de cette série...

### Gutenberg(et l'écriture)
- Numéro(s) : 6 (5.6)
- Scénariste(s) :
- Réalisateur(s) :
- Diffusion(s) : 
  -  France : 1994
- Résumé : En 1420, Hans Gutenberg vit à Strasbourg, où durant ses congés, il cherche une technique permettant à tous d'avoir des livres bien écrit et  accessibles. Avec son cousin Arnold Gelthus, il travaille sur les caractères en métal puis sur la presse, jusqu'à l'arrivée de Peter Schoeffer.
- Anecdotes : les inventions citées dans cet épisode : en Chine -140 le papier, en 1041 l'imprimerie de Bi Sheng ; en 1450 l'imprimerie de Gutenberg

### Léonard De Vinci
- Numéro(s) : 7 (5.7)
- Scénariste(s) :
- Réalisateur(s) :
- Diffusion(s) : 
  -  France : 1994
- Résumé : En 1482, Léonard de Vinci quitte la Florence de Laurent de Médicis pour Milan, où il rencontre Ludovic Sforza. Là, durant vingt ans il travaillera sur le Cavallo tout en s'intéressant à de nombreux domaines de la peinture à la mécanique.

### Les Médecins
- Numéro(s) : 8 (5.8)
- Scénariste(s) :
- Réalisateur(s) :
- Diffusion(s) : 
  -  France : 1994
- Résumé : Dès la préhistoire, des hommes avaient la fonction de médecin. Leurs méthodes de guérison étaient rudimentaires et ils étaient également sorciers ou druides. En −370, Hippocrate fut le premier à exercer la médecine en se basant sur l'observation. En 160, Galien rédige les traités de médecine qui feront foi pendant plus de mille ans. En 1530, le jeune Ambroise Paré quitte Laval pour Paris où il souhaite devenir médecin.
- Anecdotes : les inventions citées dans cet épisode : la ligature des vaisseaux sanguins par Paré

### Galilée
- Numéro(s) : 9 (5.9)
- Scénariste(s) :
- Réalisateur(s) :
- Diffusion(s) : 
  -  France : 1994
- Résumé : En 1564 né Galileo Galilei à Pise. Durant son enfance il s'intéresse déjà à la Physique. En 1578, il rentre à l'Université de Médecine mais se tourne rapidement vers les mathématiques. Se basant sur l'observation, il met au point de nombreuses inventions et émet des hypothèses allant à l'encontre de certains dogmes de l'Église.
- Anecdotes : les inventions et découvertes citées dans cet épisode : les lois du pendule simple, calcul de l'accélération terrestre, le thermomètre, la lunette astronomique, le compas de proportion, la théorie de l'héliocentrisme

### Newton
- Numéro(s) : 10 (5.10)
- Scénariste(s) :
- Réalisateur(s) :
- Diffusion(s) : 
  -  France : 1994
- Résumé : En 1655, Isaac Newton vit avec ses parents, des paysans, en Angleterre. Étant plus intéressé par la Physique que par le bétail, sa mère l'inscrit au lycée, et en 1660 il rentre au Trinity College. Malgré l'interruption des études dû à la grande peste et au grand incendie de Londres, il travaille sur de nombreuses théories qui vont révolutionner la physique, et qui sont toujours d'actualité aujourd'hui.
- Anecdotes : les inventions et découvertes citées dans cet épisode : la décomposition de la lumière, la loi de la gravitation universelle, les trois lois de Newton, le télescope moderne, la comète de Halley

### Buffon(la découverte du passé)
- Numéro(s) : 11 (5.11)
- Scénariste(s) :
- Réalisateur(s) :
- Diffusion(s) : 
  -  France : 1994
- Résumé : En 1733, Georges Buffon arrive à Paris où ses travaux sur les probabilités et sur l'étude du bois, lui permettent un an plus tard de devenir membre de l'Académie des sciences. Tout en présentant des expériences à la Cour du Roi, il se consacre à l'histoire naturelle et notamment à l'âge de la Terre.

### Lavoisieret la chimie
- Numéro(s) : 12 (5.12)
- Scénariste(s) :
- Réalisateur(s) :
- Diffusion(s) : 
  -  France : 1994
- Résumé : En 1760, Antoine Lavoisier est au collège à Paris où il étudie la chimie. Pendant plusieurs années il publiera plusieurs articles et deviendra, en 1768, membre de l'Académie des Sciences. Avec sa femme, il effectuera de nombreuses expériences visant à démontrer que les Quatre éléments et le phlogiston n'existent pas, constamment en opposition avec M. Monnet.
- Anecdotes : les inventions et découvertes citées dans cet épisode : la loi de conservation de la matière, découverte de la composition de l'air, utilisation du Chlorate de potassium, mise en place du système de mesure actuel

### Stephenson(à toute vapeur)
- Numéro(s) : 13 (5.13)
- Scénariste(s) :
- Réalisateur(s) :
- Diffusion(s) : 
  -  France : 1994
- Résumé : Depuis vingt siècles et la machine de Héron, personne avant Denis Papin n'avait réussi à utiliser la vapeur comme source d'énergie. Après lui d'autres inventeurs et ingénieurs expérimentèrent diverses machines. En 1797, George Stephenson travaille sur les machines à vapeur servant à l'extraction du charbon. Plusieurs années plus tard, en 1814, avec son fils, il cherche à mettre au point un nouveau moyen de locomotion sur rail et utilisant la vapeur.
- Anecdotes : les inventions et découvertes citées dans cet épisode : en 1679 la cocotte minute de Papin, en 1771 le fardier de Joseph Cugnot (la première automobile), en 1803 la première locomotive de Richard Trevithick ; le personnage de Maestro est Edward Pease ; à l'époque de la série le record du TGV était bien de 300 km/h et Maestro prévoyait bientôt 500 km/h, vitesse aujourd'hui atteinte et dépassée

### Faradayet l’électricité
- Numéro(s) : 14 (5.14)
- Scénariste(s) :
- Réalisateur(s) :
- Diffusion(s) : 
  -  France : 1994
- Résumé : Pendant longtemps l'électricité est restée un mystère. Depuis Moïse jusqu'à Volta, on pouvait l'observer sans en comprendre l'origine. En 1805, Michael Faraday, fils d'un humble forgeron travaille dans une librairie où il se passionne pour les livres scientifiques qu'il trouve. En 1810, il assiste à une conférence donnée par Humphry Davy, son futur mentor.
- Anecdotes : les inventions et découvertes citées dans cet épisode : en 1780 la pile de Volta, Faraday : les relations d'électromagnétisme, la dynamo

### Darwinet l’évolution
- Numéro(s) : 15 (5.15)
- Scénariste(s) :
- Réalisateur(s) :
- Diffusion(s) : 
  -  France : 1994
- Résumé : En 1830, Charles Darwin fait ses études de médecine, mais il s'intéresse surtout à la botanique. Un an plus tard, sous les conseils de son professeur de botanique Henslow, il s'embarque en tant que naturaliste dans une expédition destinée à explorer les côtes de l'Amérique du Sud. En 1860, la publication des théories de Darwin suscite un vif débat.
- Anecdotes : les découvertes citées dans cet épisode : la théorie de l'évolution des espèces

### Mendelet les petits pois
- Numéro(s) : 16 (5.16)
- Scénariste(s) :
- Réalisateur(s) :
- Diffusion(s) : 
  -  France : 1994
- Résumé : après vingt années de travail Mendel semble avoir atteint son but. Des années plus tôt, en 1834, en Autriche-Hongrie, Mendel rentre au lycée. Malgré sa pauvreté il continue ses études. En 1843, son professeur, un moine, lui suggère de rentrer dans un monastère où il pourra continuer à étudier. Utilisant le jardin du cloître, il expérimente la transmission des caractères sur les petits pois et sur les abeilles.
- Anecdotes : les découvertes citées dans cet épisode : les Lois de Mendel, en 1902 Morgan et Muller isolent les chromosomes, en 1944 Avery découvre l'ADN

### Pasteuret les micro-organismes
- Numéro(s) : 17 (5.17)
- Scénariste(s) :
- Réalisateur(s) :
- Diffusion(s) : 
  -  France : 1994
- Résumé : Une des erreurs d'Aristote fut de croire à la génération spontanée, erreur reprise par Antoni van Leeuwenhoek en observant pour la première fois les micro-organismes. En 1848, Louis Pasteur enseigne à la faculté et cherche à démontrer expérimentalement devant ses étudiants que cette théorie est fausse. Quelques années plus tard, il s'attaque aux maladies en créant des vaccins, d'abord contre la maladie du charbon puis contre la rage.
- Anecdotes : les inventions citées dans cet épisode : la microscopie, les vaccins

### Thomas Edisonet la science appliquée
- Numéro(s) : 18 (5.18)
- Scénariste(s) :
- Réalisateur(s) :
- Diffusion(s) : 
  -  France : 1994
- Résumé : En 1854, Thomas Edison, âgé de 7 ans, et sa famille s'installent à Pont-Huron. Après avoir été exclu de l'école, c'est la mère de Thomas qui se charge de son éducation. Ayant l'esprit très vif, il s'amuse à créer toute sorte d'inventions. Devenu télégraphiste, en 1866, il est renvoyé plusieurs fois à cause de ses inventions. En 1869, il arrive à New York.
- Anecdotes : les inventions citées dans cet épisode : la dynamite par Alfred Nobel, Edison: le phonographe, l'ampoule électrique, le kinétoscope (le cinéma)

### Marconiet les ondes
- Numéro(s) : 19 (5.19)
- Scénariste(s) :
- Réalisateur(s) :
- Diffusion(s) : 
  -  France : 1994
- Résumé : Depuis l'antiquité, les messages se sont transmis de plus en plus vite. En 1890, en Italie, Guillaume Marconi rentre à l'école technique. Synthétisant les divers travaux entrepris sur le télégramme et sur la propagation des ondes, il va révolutionner les communications.
- Anecdotes : les inventions citées dans cet épisode : la télégraphie sans fil par Marconi, le transistor par Bardeen, Shockley et Brattain. Le naufrage du Titanic où ont été envoyés les premiers SOS.

### Fordet l’aventure automobile
- Numéro(s) : 20 (5.20)
- Scénariste(s) :
- Réalisateur(s) :
- Diffusion(s) : 
  -  France : 1994
- Résumé : L'automobile commença en -3 400 ans av. JC chez les sumériens qui inventèrent la roue. En 1860, Étienne Lenoir invente le moteur à explosion. En 1879 à 15 ans, Henry Ford voyait déjà l'automobile remplacer le cheval. À Détroit en 1893, après avoir travaillé en tant que mécanicien puis électricien chez Edison Company, il travaille dans son garage à la construction d'une voiture à essence.

### L'aviation
- Numéro(s) : 21 (5.21)
- Scénariste(s) :
- Réalisateur(s) :
- Diffusion(s) : 
  -  France : 1994
- Résumé : Voler a toujours été un des rêves de l'homme. Déjà au XVe siècle, Léonard de Vinci, imaginait des machines volantes. Après les montgolfières, on cherchait maintenant à faire voler des objets plus lourds que l'air. En 1895, Otto Lilienthal et son frère Gustav inventent le planeur en effectuant des sauts en haut d'une colline. En 1899, Orville et Wilbur Wright tentent de créer un avion. Conseillés par Octave Chanute, ils devinrent les premiers à effectuer des vols tout en contrôlant leur trajectoire.
- Anecdotes : les inventions citées dans cet épisode : en 1901 les frères Wright inventèrent la première soufflerie

### Marie Curie
- Numéro(s) : 22 (5.22)
- Scénariste(s) :
- Réalisateur(s) :
- Diffusion(s) : 
  -  France : 1994
- Résumé : En 1772, la Russie annexe la partie orientale et centrale de la Pologne (dont Varsovie). Presque 100 ans plus tard, Maria Skłodowska passe son enfance à Varsovie. En 1891, elle part pour Paris, à La Sorbonne, où elle est une des rares femmes à étudier la physique et les mathématiques. En 1894, elle rencontre Pierre Curie.
- Anecdotes : les découvertes citées dans cet épisode : le phénomène de la radioactivité observé par Henri Becquerel et Marie Curie

### Einstein
- Numéro(s) : 23 (5.23)
- Scénariste(s) :
- Réalisateur(s) :
- Diffusion(s) : 
  -  France : 1994
- Résumé : En 1945, la bombe atomique fait des milliers de morts à Hiroshima. Cette arme a été rendue possible notamment par les travaux d'Einstein. En 1893, à Munich, celui-ci est renvoyé de l'école. Il part finalement pour la Suisse, où il étudie la physique et fait la connaissance de Marcel Grossmann et Mileva Maric.
- Anecdotes : les découvertes citées dans cet épisode : les expériences pour démontrer que l'éther n'existe pas, l'effet photoélectrique, la théorie de la relativité, l'équation E=mc2

### Lorenz, le père l’oie
- Numéro(s) : 24 (5.24)
- Scénariste(s) :
- Réalisateur(s) :
- Diffusion(s) : 
  -  France : 1994
- Résumé : Descartes en 1630, et Pavlov en 1910, pensaient que les animaux réagissaient par réflexe et que le comportement animal restait primaire. En 1921, Konrad Lorenz fait ses études de médecine, où dans le même temps il se passionne pour l'éthologie. Possédant de nombreux animaux chez lui, il les observe dans leur milieu naturel.

### Armstrong, la lune et l’espace
- Numéro(s) : 25 (5.25)
- Scénariste(s) :
- Réalisateur(s) :
- Diffusion(s) : 
  -  France : 1994
- Résumé : De nombreux hommes, dont Jules Verne, rêvaient d'aller sur la lune. En 1907, la fusée de Constantin Tsiolkovski puis celles de Robert Goddard en 1936 ouvrirent la voie vers l'espace. En 1939, Wernher von Braun met au point des missiles. Recueilli par les américains à la fin de la guerre, il participe à la course à la Lune entre les États-Unis et l'URSS entre 1957 et 1969.

### Demain
- Numéro(s) : 26 (5.26)
- Scénariste(s) :
- Réalisateur(s) :
- Diffusion(s) : 
  -  France : 1994
- Résumé : L'homme est aujourd'hui loin d'avoir tout découvert. Il lui reste les infiniment petits et infiniment grands. Dans un futur proche, en 2020, le parlement mondial vote pour la colonisation de Mars. Pierrot, Psi, Petit Gros et Pierrette deviennent pilote ou ingénieur, et participent à l'exploration spatiale.
- Anecdotes : ce dernier épisode, comme pour les séries ... l'Homme et ... la Vie, est particulier car il offre une vision de notre futur ; plusieurs techniques visant à la terraformation de Mars sont décrites